# Lądowisko Słupsk-Pałowo
Lądowisko Słupsk-Pałowo – lądowisko w Pałowie, położone w gminie Postomino, w województwie zachodniopomorskim, ok. 18 km na zachód od Słupska. Lądowisko należy do Fundacji Słupskie Skrzydła.
Lądowisko powstało w 2009, figuruje w ewidencji lądowisk Urzędu Lotnictwa Cywilnego, dysponuje trawiastą drogą startową o długości 400 m.